# Hiram Hiller
Pour les articles homonymes, voir Hiller.
Hiram Milliken Hiller Jr., né le 8 mars 1867 à Kahoka dans le Missouri et mort le 7 août 1921 à Swarthmore, Pennsylvanie, est un médecin, missionnaire médical, explorateur et ethnographe américain. Il a parcouru l'Océanie et l'Asie, ramenant de ses voyages des spécimens archéologiques culturels, zoologiques et botaniques et du matériel scientifique destiné aux musées, à des cours ou à des publications. Ses notes et ses collections sont une source de renseignements considérable sur ces régions et leurs populations à la fin du XIXe siècle. Durant la partie médicale de sa carrière, il se consacre à l'étude de la poliomyélite à l'occasion des premières épidémies frappant les États-Unis au début du XXe siècle.

## Sa jeunesse
Hiram Milliken Hiller Jr. est le fils du colonel Hiram Milliken Hiller senior (1834-1895) et de Sarah Fulton Bell (1837-1915), tous les deux originaires de Pennsylvanie. Il est le troisième de leurs six enfants qui atteignent l'âge adulte. Le colonel Hiller est un avocat, vétéran de la guerre de Sécession et notable du Comté de Clark, dans le Missouri. Il joue un rôle décisif dans le développement de  Kahoka jusqu'à sa mort dans accident de chemin de fer. Sa maison à Kahoka est inscrite aux monuments historiques.
Le jeune Hiller fréquente le Parsons College dans l'Iowa où il obtient, en 1887, son Bachelor of science. Il se rend ensuite à Philadelphie pour y faire ses études médicales, à l'université de Pennsylvanie. C'est là qu'il fait la connaissance de deux autres jeunes gens partageant ses goûts : William H. Furness III (1867-1920), fils du spécialiste de Shakespeare Horace Howard Furness et neveu de l'architecte Frank Furness, et Alfred Craven Harrison Jr. (1869-1925). Hiller est diplômé en médecine en 1891, et travaille comme résident au University of Pennsylvania Hospital. Il voyage en Europe en 1893 et 1894 et vit un certain temps à Boston où il gagne quelque argent en prévision de  ses futures aventures en même temps qu'il poursuit ses études à Harvard. Il assiste au cours du zoologiste Edward S. Morse, sur le Japon qui est alors un sujet de grande fascination en Occident et particulièrement  à Boston. Hiller semble avoir été fortement influencé par ces conférences.

## Expéditions
De 1895 à 1901, Hiller, Furness et Harrison entreprennent une série d'expéditions en Asie du Sud-Est et en Océanie. Comme tous les trois n'effectuent pas tous les trajets ensemble, leurs notes de voyage sont fragmentaires par endroits. Leurs deux premiers voyages sont les mieux documentés, tandis que leur dernier l'est moins.

### Première expédition (1895-1896)

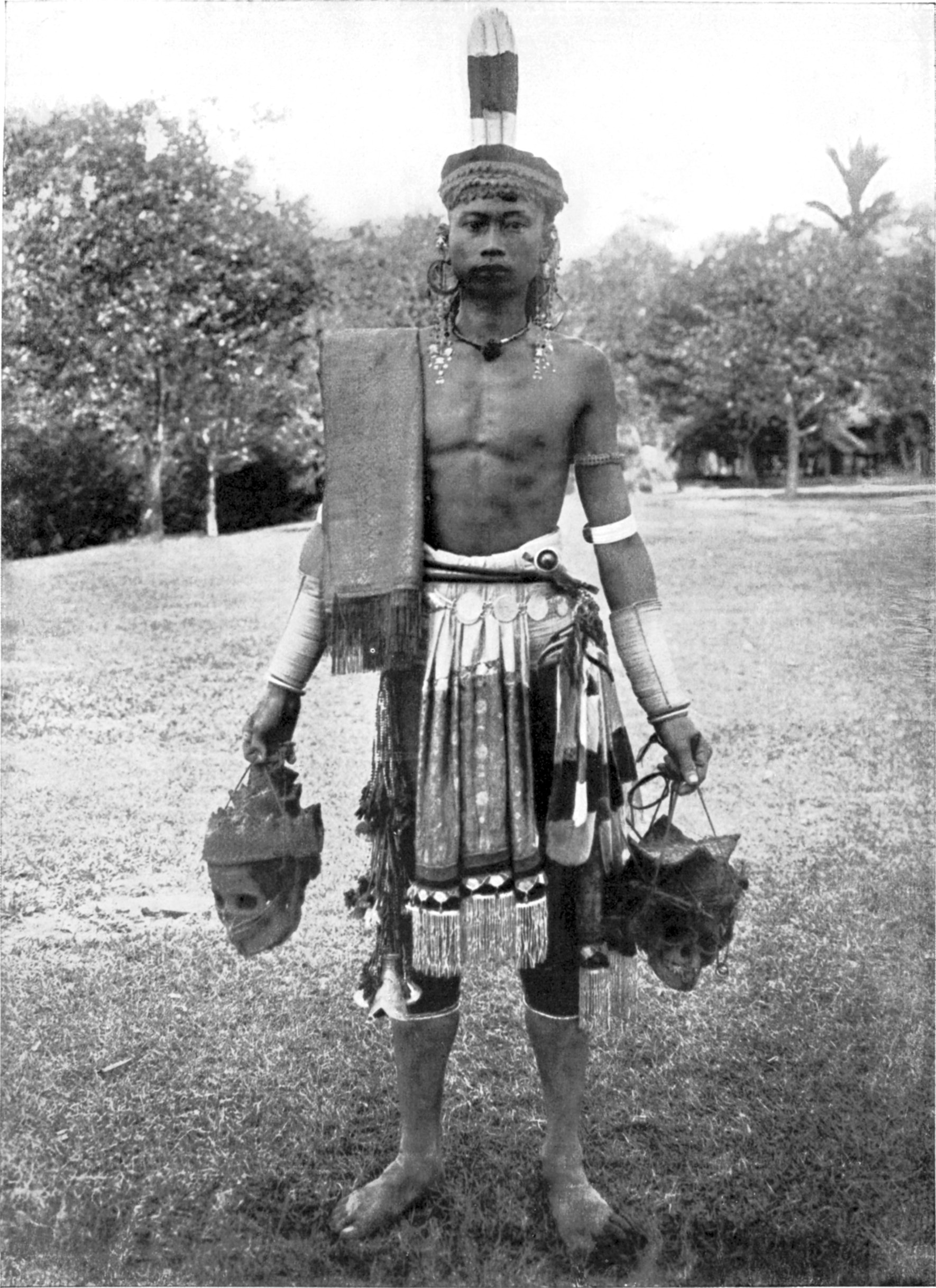
Chasseur de tête dayak de Bornéo. Photographie de Charles Hose prise vers 1912, extraite de Customs of the World. Tropenmuseum, Amsterdam.

En octobre 1895, Hiller, Furness et Harrison quittent les États-Unis, utilisant leurs fonds personnels, à la découverte des légendaires chasseurs de têtes dayak de Bornéo afin de recueillir des spécimens ethnologiques pour le musée d'archéologie et d'anthropologie de l'université de Pennsylvanie nouvellement créé. En route pour les mers du Sud, ils font halte à  Yokohama, aux îles Amami et à Okinawa, parmi d'autres ports japonais. Ils arrivent à Bornéo au terme de 7 mois de navigation depuis les États-Unis,. Ils passent ensuite 4 mois à parcourir l'île de Bornéo en collectant des échantillons sans cependant rester toujours ensemble. En quittant Bornéo, ils se rendent à Singapour, à Saigon et en Chine avant de regagner le Japon, les îles Hawaï et enfin les États-Unis. Hiller est de retour à  Kahoka le 4 décembre 1898.

### Deuxième expédition (1897-1898)

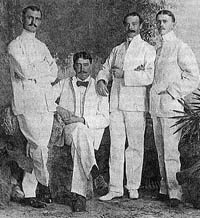
Hiller (à gauche), Furness et Harrison, en compagnie de Lewis Etzel, l'assistant de Furness. Photographie prise à Singapour en 1898,.

Cinq mois plus tard (en mai 1897), les trois explorateurs s'embarquent pour Bornéo. Après avoir fait escale au Japon, à Shanghai, Hong Kong et Saigon, ils atteignent à nouveau Singapour dont ils se servent comme base pour de nombreuses expéditions, notamment vers  Kalimantan, le Sarawak et la Malaisie britannique, avant de regagner leur point de départ. Ils sont de retour aux États-Unis en août ou septembre 1898.

### Troisième expédition (1899-1900)
Contrairement aux précédentes expéditions, leur troisième voyage se fait en direction de l'est. Les trois explorateurs s'embarquent pour l'Angleterre le 14 juin 1899, se dirigent ensuite de Londres à Paris, puis Marseille où ils prennent place à bord de l'Ernest Simon en direction de l'Asie. Ce voyage maritime les amène, par le canal de Suez et Djibouti jusqu'à Colombo. Ils parcourent alors Ceylan, les Indes britanniques, la Birmanie et l'Australie, avant de rejoindre les îles Hawaï (récemment annexées par les États-Unis) et Vancouver. Ayant accompli ce tour du monde, ils sont de retour dans leurs foyers en mai 1900.

### Quatrième expédition (1901)
Ce dernier voyage a peut-être été quelque peu raccourci, en raison des contraintes liées à la vie privée des participants qui à cette époque ont tous dépassé la trentaine. Au départ de Philadelphie en février 1901, ils gagnent La Nouvelle-Orléans puis San Francisco avant de s'embarquer pour Honolulu et Yokohama à bord du Sir Coptic. Ils parcourent exclusivement le Japon, en particulier l'île d'Hokkaidō. C'est là qu'Hiller fait la connaissance de Jenichiro Oyabe, un Japonais ayant reçu un enseignement de missionnaire à l'université de Yale et à celle d'Howard. Oyabe fait office de guide et de traducteur lors d'une expédition chez les Aïnous au cours de laquelle Hiller amasse une vaste collection d'objets de la vie quotidienne des Aïnous, avant de gagner les Indes orientales. Une fois rentré chez lui, Hiller restera en contact avec Oyabe : ce dernier lui écrit des lettres amicales dans lesquelles il l'encourage à « faire connaître au monde ses aïnous bien aimés ».

## Installation et carrière médicale
Son mariage avec Blanche Hayes de Bellefonte, Pennsylvanie, marque la fin de ses explorations. En 1902, il devient gérant d'une plantation de cannes à sucre à Cuba pour le compte de Harrison (« un ami fortuné ») dont le père était propriétaire d'une usine sucrière, entré lui-même dans l'entreprise paternelle en 1902. Il conserve ce poste jusqu'en 1907, ce qui lui permet d'économiser les fonds nécessaires à financer son retour à Philadelphie et l'ouverture d'un cabinet privé.
Le couple Hiller s'installe à Rose Tree, en bordure nord de la ville de Media, en Pennsylvanie. Hiller fonde une clinique à Chester, pour y soigner les ouvriers pauvres de la région,. C'est là qu'il se retrouve pour la première fois face à une maladie dévastatrice encore mal connue qui se propage rapidement et paralyse ses victimes, particulièrement les enfants. Des épidémies semblables ayant été observées par quelques médecins dans d'autres villes, ils prennent contact entre eux et partagent leurs expériences, ce qui leur permet d'établir qu'ils ont bien affaire à la même maladie, la paralysie infantile et qu'il s'agit d'une forme de polio ayant pris une forme épidémique, plus sévère et virulente que ce qu'on en connaissait jusqu'alors.
Le couple aura deux files Margaret Lynn (Linn) et Virginia (Ginny). Hiller meurt en 1921, peut-être de complications de la polio. Blanche Hiller déménage ensuite avec ses deux filles à Lower Merion dans le comté de Montgomery, au sud-est de la Pennsylvanie où elle vivra encore quelques décennies.

## Collections

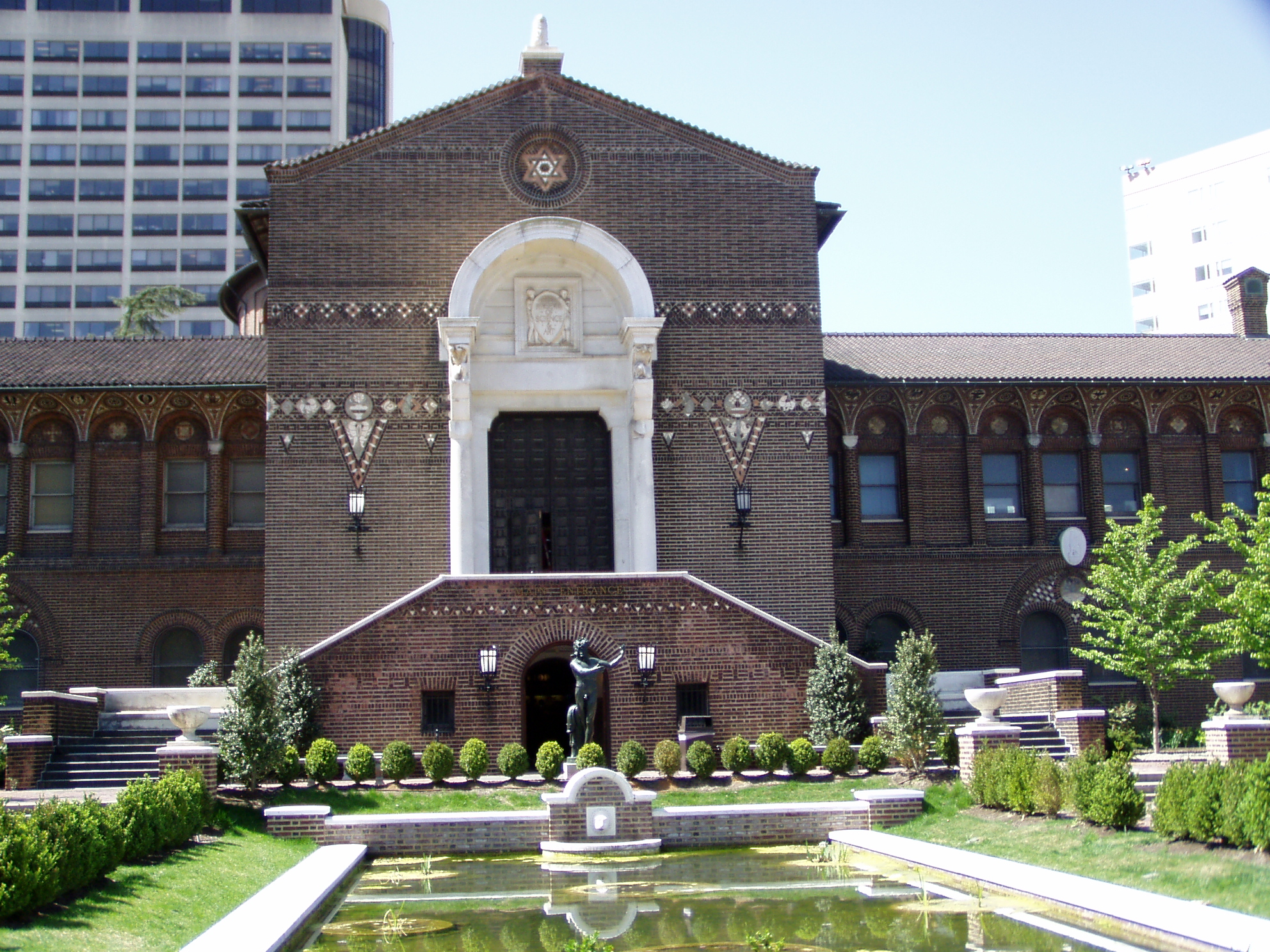
Vue de l'entrée du Penn Museum, depuis le Warden Garden.

Les contributions majeures de Hiller ont fait de la collection d'objet aïnous du musée de l'université (le Penn Museum) l'une des plus riches du monde, à tel point que la fondation pour la recherche et la promotion de la culture aïnoue (Foundation for Research and Promotion of Ainu Culture, FRPAC) l'a empruntée presque en totalité pour son exposition de 2008 à Nagaoka (préfecture de Niigata, Japon). Le musée de l'université expose également 57 objets et 3 carnets de voyage ramenés d'Amami et d'Okinawa par Furness et Hiller ; d'autres documents sont aussi conservés à la bibliothèque du musée.